# Lachnocladium denudatum
Lachnocladium denudatum är en svampart som beskrevs av Corner 1970. Lachnocladium denudatum ingår i släktet Lachnocladium och familjen Lachnocladiaceae.   Inga underarter finns listade i Catalogue of Life.